# Bonza

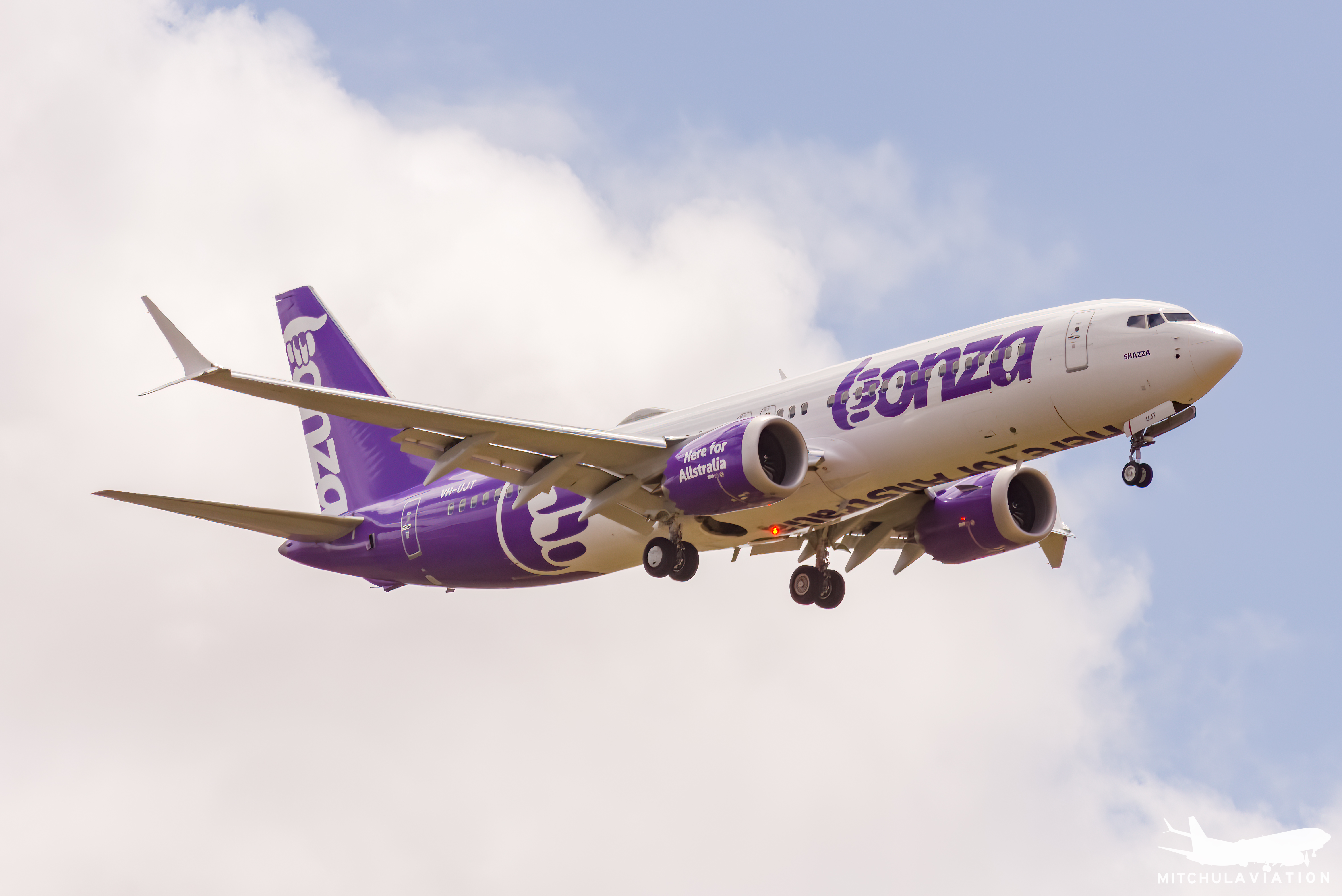
Boeing 737 MAX 8 совершает посадку в мельбурнском аэропорту Авалон

Bonza — австралийская бюджетная авиакомпания, которая была основана в 2021 году и начала перевозку пассажиров в 2023 году. Ее операционные базы находятся в двух аэропортах: аэропорту Саншайн-Коста, расположенном к северу от Брисбена, штат Квинсленд, и аэропорту Авалон, находящемся в Мельбурне, штат Виктория.

## История
Bonza была основана в октябре 2021 года Тимой Джорданом, бывшим руководителем Virgin Blue. Джордан зарегистрировал название компании еще в 2016 году, что свидетельствует о его долгосрочных планах по созданию новой бюджетной авиакомпании. В качестве основного финансового партнера Bonza выступила американская инвестиционная компания 777 Partners. В 2021 году авиакомпания заявила о своем намерении приобрести восемь самолётов Boeing 737 MAX 8, а также анонсировала интерес 40 австралийских аэропортов к сотрудничеству.
К тому времени 777 Partners уже подтвердили заказ на 30 самолетов Boeing 737 MAX 8-200, что должно было усилить парк Bonza и помочь компании выйти на внутренний рынок Австралии, предлагая конкурентоспособные цены.
Однако путь к фактическому запуску рейсов оказался непростым. Несмотря на заявленную готовность, Bonza не смогла получить сертификат эксплуатанта от австралийских авиационных регулирующих органов (Civil Aviation Safety Authority) до 12 января 2023 года. Только в конце января 2023 года компания смогла успешно начать выполнение своих рейсов.
Bonza сделала ставку на предоставление недорогих внутренних авиаперевозок в Австралии, не предлагая избыточных услуг, таких как питание на борту или развлекательные системы. Это позволило ей удерживать стоимость билетов на низком уровне, что является характерной чертой бюджетных авиакомпаний.
Тем не менее, компания столкнулась с проблемами, и 30 апреля 2024 года Bonza приняла решение отменить все свои рейсы, что привело к ее временной приостановке деятельности.

## Первая база и открытие

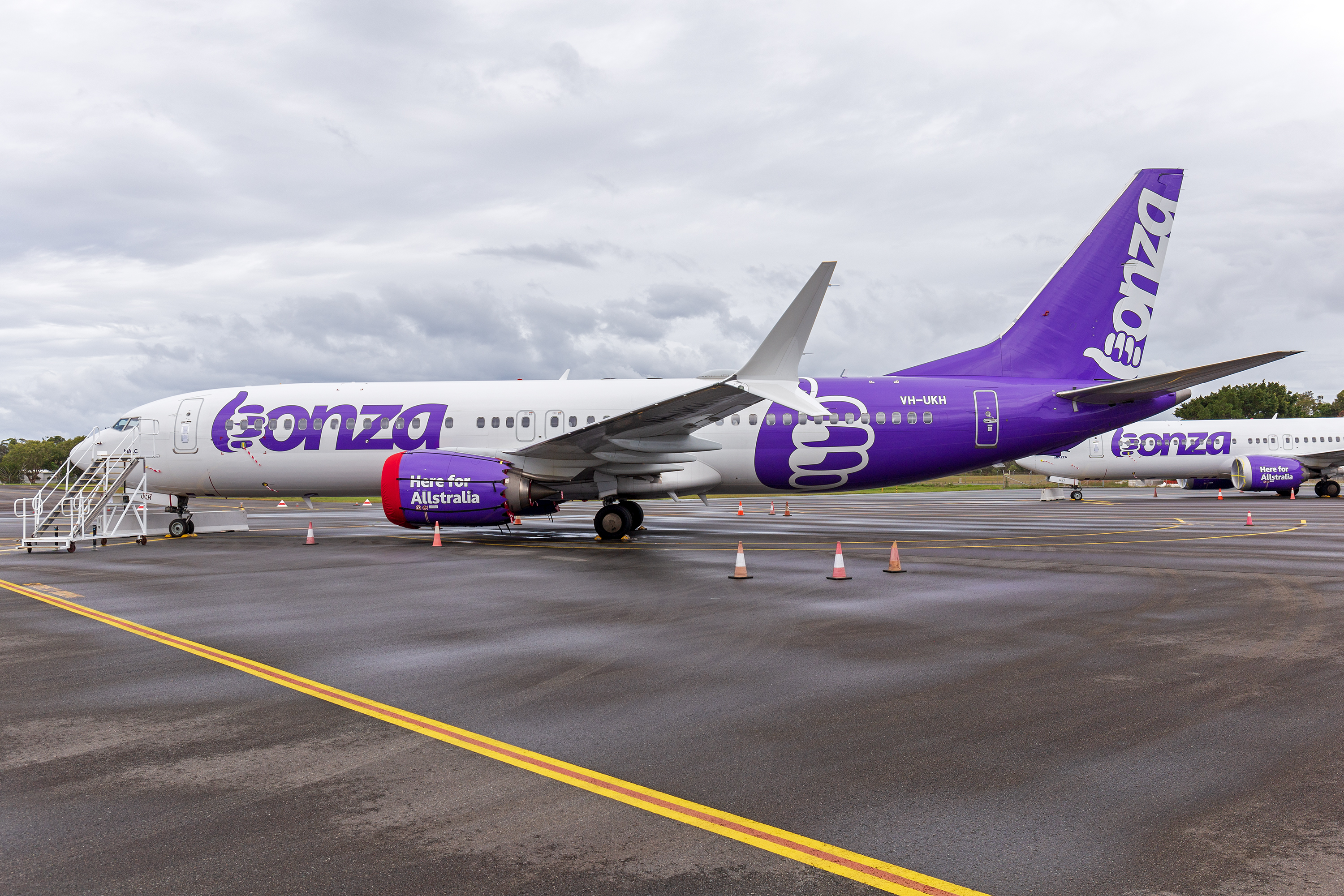
Bonza Boeing 737 MAX 8 припаркован в аэропорту Саншайн-Кост

Самолёт Bonza Boeing 737 MAX 8 на перроне в аэропорту Саншайн-Кост
Авиакомпания Bonza изначально планировала начать выполнение рейсов в начале 2022 года. Однако первые маршруты были объявлены лишь в феврале 2022 года, а свидетельство эксплуатанта (AOC) от Управления гражданской авиации Австралии было выдано 12 января 2023 года.
Продажа билетов с основной базы в аэропорту Саншайн-Кост началась 27 января 2023 года после получения свидетельства AOC. В первоначальную маршрутную сеть входили следующие одиннадцать направлений:
- Олбери
- Мельбурн (Авалон)
- Кэрнс
- Кофс-Харбор
- Маккай
- Мильдура
- Ньюкасл
- Порт-Маккуори
- Рокгемптон
- Таунсвилл
- Побережье Уитсанди

Посадка самолёта Bonza Boeing 737 MAX 8 в аэропорту Авалон после тестового полёта, декабрь 2022 года
Дополнительно к основным маршрутам были заявлены следующие направления:
- Кэрнс — Рокгемптон
- Кэрнс — Маккай
- Ньюкасл — Побережье Уитсанди
- Рокгемптон — Таунсвилл

Авиакомпания начала выполнение коммерческих рейсов 31 января 2023 года, открыв маршрут из Саншайн-Коста в регион Уитсанди. Для выполнения полётов используются воздушные суда Boeing 737 MAX 8 в одноклассовой (эконом) конфигурации. Bonza стала первой австралийской авиакомпанией, начавшей эксплуатацию самолётов данного типа.

## Особенности
Bonza ориентировалась на рынок недорогих авиаперевозок в Австралии, предлагая прямые рейсы между городами и регионами, которые ранее не имели прямого воздушного сообщения. Авиакомпания использовала в основном самолёты Boeing 737 MAX 8, что позволило снизить эксплуатационные расходы.
Также стоит отметить, что Bonza акцентировала внимание на цифровизации обслуживания. Например, регистрация на рейс и бронирование билетов в компании происходили через мобильные приложения, что позволяет сокращать операционные затраты.